# Aziz Mahmud Hüdayi
Aziz Mahmud Hüdayi (Şereflikoçhisar, 1541 — Üsküdar, 1628) é um dos santos sufi mais famosos da Turquia. Além de religioso místico, foi académico islâmico, poeta, escritor e estadista. Foi o xeque do sultão Amade I. Foi também muito respeitado por Murade III. Foi a Aziz Mahmud Hüdayi que coube a tarefa de ler a primeira oração de sexta-feira na Mesquita Azul de Istambul, mandada construir por Amade I
Nascido em Şereflikoçhisar, na Anatólia Central naquilo que é hoje a província de Ancara, Aziz Hüdayi completou os seus estudos num madraçal de Istambul. Foi cádi (juiz muçulmano) em Edirne, Egito, Sham (Síria) e Bursa. Foi também murid (iniciado sufi, discípulo) e khalifah (discípulo) de Üftade Hazretleri. Escreveu cerca de trinta obras, sete delas em turco.
A sua dua «Aqueles que nos visitem quando nós estamos vivos, e aqueles que visitam a nossa sepultura depois da nossa morte e lêem a Al-Fatiha quando passam no nosso túmulo são nosso. Que aqueles que nos amam não se afoguem no mar, não sofram de pobreza quando for velhos, que não morram sem guardar a sua fé» levou muitos marinheiros otomanos a visitar a sua sepultura antes de partirem para o mar.
Aziz Mahmud Hüdayi morreu em Üsküdar, na área oriental de Istambul, e está enterrado junto à sua mesquita. É uma espécie de padroeiro da parte asiática de Istambul.